# کوچکینه
 کوچکینه، روستایی از توابع بخش مرکزی شهرستان سنقر در استان کرمانشاه ایران است.

## جمعیت
این روستا در دهستان آب‌باریک قرار دارد و براساس سرشماری مرکز آمار ایران در سال ۱۳۸۵، جمعیت آن ۲۸۸ نفر (۷۹خانوار) بوده‌است.
در حال حاضر ۳۴۰ نفر جمعیت 
۸۸ خانوار    1401/10/23